# Forte de São Luís de Almádena
O Forte de São Luís de Almádena, também conhecido como Forte de Almadena e Forte da Boca do Rio, é um monumento militar no município de Vila do Bispo, na região do Algarve, em Portugal.
O Forte de São Luís de Almádena está classificado como Imóvel de Interesse Público desde 1974.

## Descrição
O imóvel consiste numa antiga fortaleza costeira, situada no alto das arribas. Localiza-se junto à foz da Ribeira de Budens, entre as localidades de Salema e Burgau, numa zona conhecida como Boca do Rio. Este local permitia controlar um vasto trecho da costa, desde Sagres até à Baía de Lagos. Tinha uma planta de forma poligonal, e baluartes de planta igualmente poligonal nos ângulos. A fachada principal das muralhas, onde se situa a porta de armas, era protegida por um fosso, sendo o acesso ao forte feito por uma ponte levadiça. No interior existiam vários edifícios de planta quadrangular, de coberturas abobadadas com terraços, onde estavam instaladas as casernas, o paiol, e uma capela. As duas baterias, uma alta e outra baixa, estavam dispostas em plataformas sobre as falésias. No exterior da fortaleza foram encontrados depósitos para vazadouro e escombros. O espólio encontrado no local é composto por peças de cerâmica e de vidro, incluindo cerâmica esmaltada com decoração azul sobre fundo branco, cerâmica vidrada, loiças comuns, telhas, e faiança da época contemporânea.

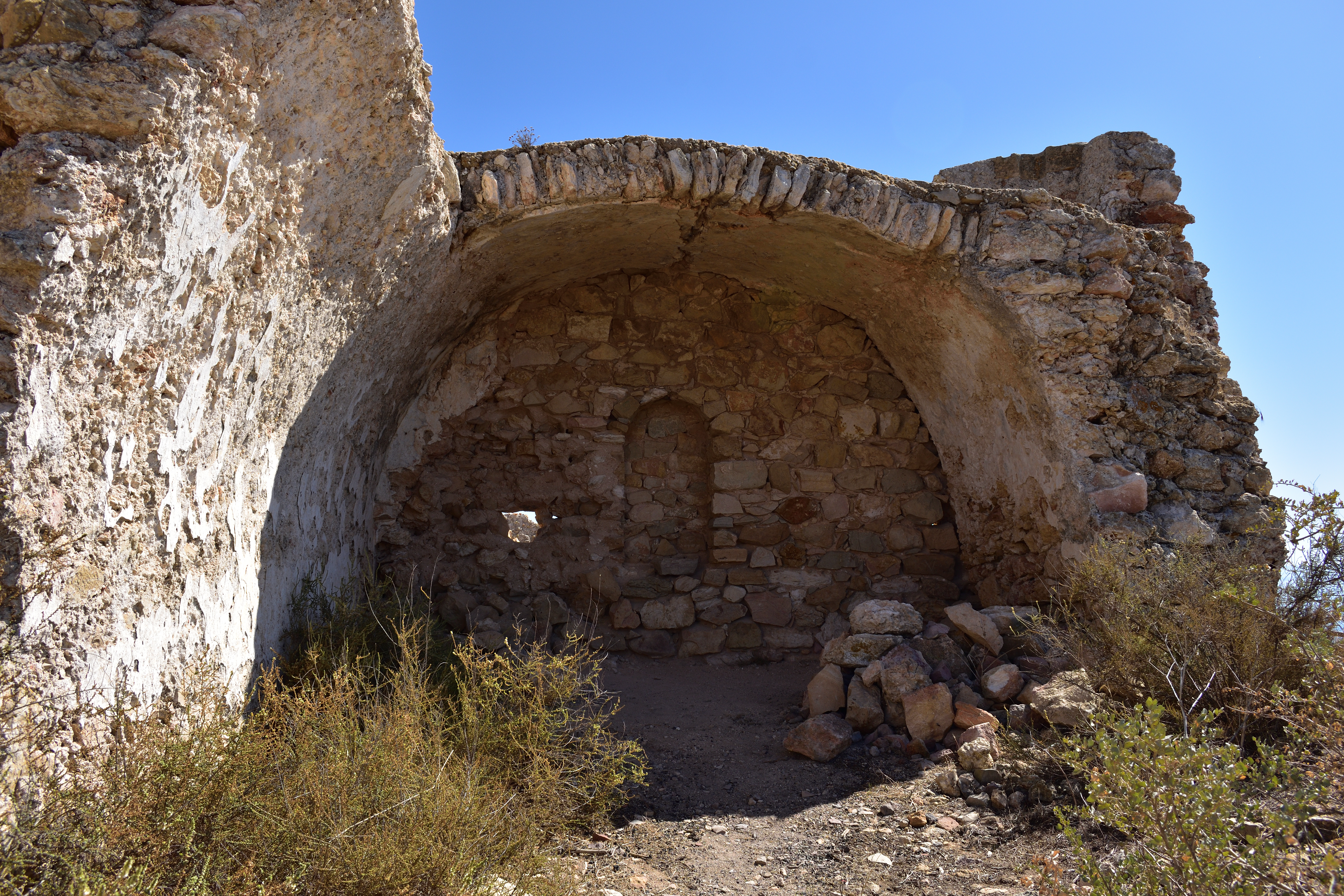
Vestígios de um compartimento no interior do forte, provavelmente a antiga capela.

## História
A fortificação foi construída em 1632, por ordem de D. Luís de Sousa, tendo sido instalada em cima das ruínas de uma outra fortaleza. A sua função original era defender uma importante armação de pesca de atum, a Almadrava da Almádena, dos ataques de corsários e piratas do Norte de África. Em 1861 já se encontrava ao abandono.
Em 14 de Novembro de 1946, foi emitido o auto de cedência a título precário para a Câmara Municipal de Vila do Bispo. A fortaleza foi classificada como Imóvel de Interesse Público em 21 de Dezembro de 1974. Nos princípios do século XXI, o monumento encontrava-se muito arruinado. Foi alvo de trabalhos arqueológicos em 2012, no âmbito do Plano Estratégico da Intervenção de Requalificação e Valorização do Sudoeste Alentejano e Costa Vicentina - POLIS Litoral Sudoeste. O forte foi visitado por uma delegação do Partido Comunista Português em Fevereiro de 2012, tendo a Câmara Municipal de Vila do Bispo informado o partido de que estava disposta a fazer obras de restauro no monumento, mas que não dispunha de meios financeiros para tal. Esta situação foi criticada pelo partido, que considerou que o governo é que era responsável pela manutenção e reabilitação do património, e acusou-o de transferir «essa responsabilidade para as autarquias, as quais, muitas vezes, não dispõem de recursos financeiros para esse fim».

## Leitura recomendada
- ALMEIDA, João de (1943–1948). Roteiro dos Monumentos Militares Portugueses. 3 Volumes. Lisboa: (edição do autor)
- COUTINHO, Valdemar (1997). Castelos, fortalezas e torres da região do Algarve. Faro: Algarve em Foco. 199 páginas
- COUTINHO, Valdemar (2002). Dinâmica defensiva da costa do Algarve. Do período islâmico ao século XVIII. Portimão: Instituto de Cultura Ibero-Atlântica. ISSN 1645-8052. Consultado em 16 de Outubro de 2021 – via Universidade do Algarve
- GUEDES, Lívio da Costa (1988). Aspectos do Reino do Algarve nos séculos XVI e XVII: A “descripção” de Alexandre Massaii (1621) (Separata do Boletim do Arquivo Histórico Militar). Lisboa: Arquivo Histórico Militar
- MAGALHÃES, Natércia (2008). Algarve: Castelos, Cercas e Fortalezas. Faro: Letras Várias, Edições e Arte. 301 páginas. ISBN 978-989-95974-0-2
- CARROLA, André Neves (2012). Reabilitação e conversão do Forte de São Luís de Almádena em hotel de charme (Tese de mestrado). Universidade da Beira Interior. Consultado em 16 de Outubro de 2021